# Крижанівська-Галицька Ганна Миколаївна

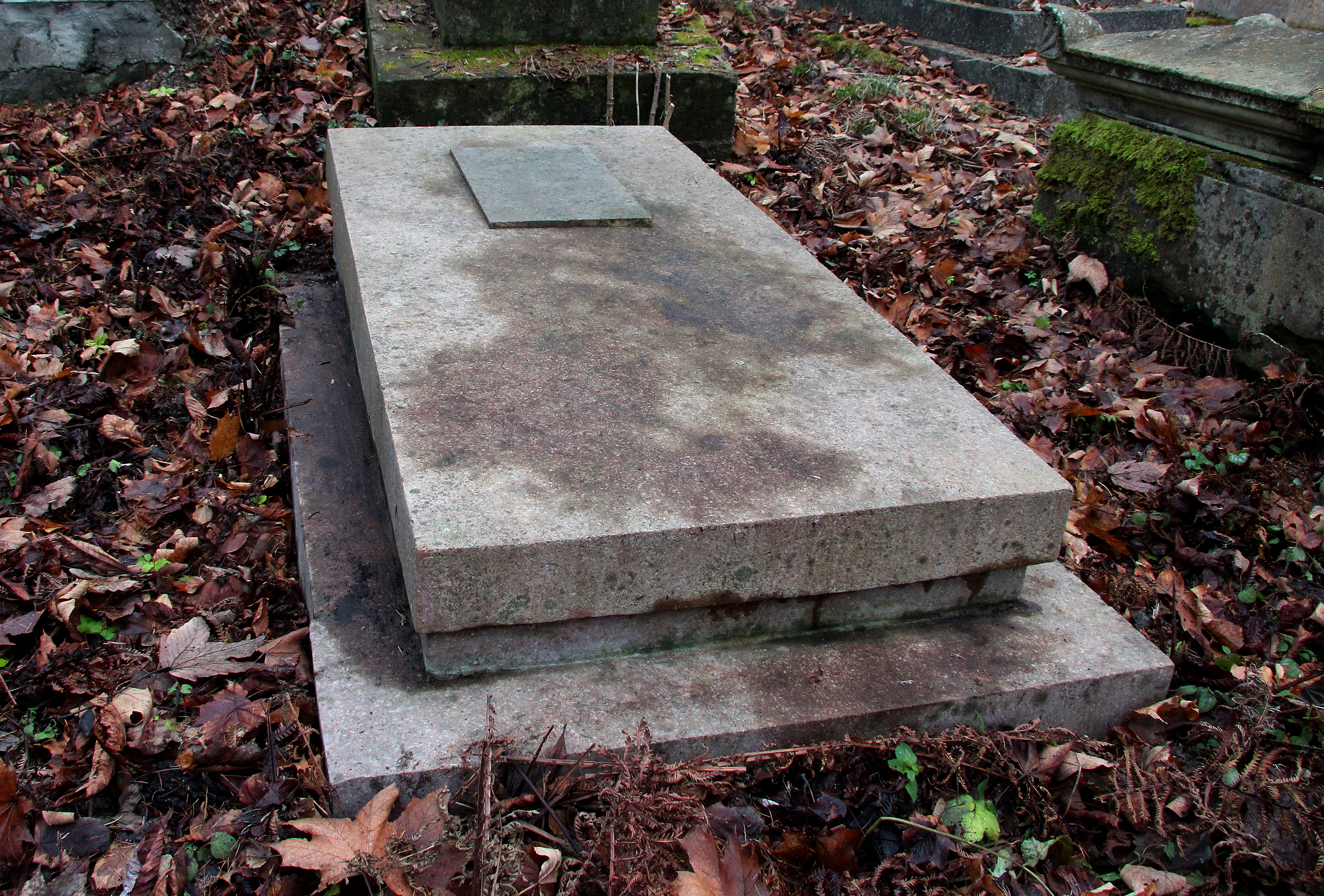

Га́нна Микола́ївна Крижані́вська-Га́лицька (нар. 1876, Харків — пом. 20 березня 1947, Львів) — українська театральна акторка. Заслужена артистка УРСР (1946).

## Життєпис
1897—1903 — працювала у драматичній трупі О. М. Дюкової (Харків).
1903—1921 — в антрепризах С. І. Крилова, М. Т. Філіповського, що виступали у містах Росії та України.
1921—1924 — акторка Харківського театру «Металіст».
1924—1925 — в Харківському червонозаводському театрі.
1925—1932 — працює в театрі окружної ради профспілок (Харків).
1932—1937 — акторка Харківського театру Революції.
1937—1938 — акторка Київського українського драматичного театру ім. І. Франка.
1938—1947 — акторка Львівського ТЮГ ім. Горького, який до 1944 був Харківським ТЮГ ім. Горького.
Виконувала героїчні й трагедійні ролі.
Померла у Львові, похована на 11 полі Личаківського цвинтаря.

## Ролі
- Ганна, мати Гната («Безталанна» І. Карпенка-Карого)[1]